# Peter Siemund
Peter Siemund (* 6. September 1965) ist ein deutscher Anglist.

## Leben
Von 1988 bis 1995 studierte er Anglistik, Spanische Sprache und Informatik an der Universität Leeds und der FU Berlin (1995 Magister in Anglistik und Informatik, 1997 Dr. phil. in Anglistik, 2002 Habilitation in Anglistik). Von 1998 bis 2001 war er Assistenzprofessor an der Freien Universität Berlin. Seit 2001 lehrt er als ordentlicher Professor an der Universität Hamburg.

## Schriften (Auswahl)
- Intensifiers in English and German. A Comparison. London 2000, ISBN 0-415-21713-X.
- Pronominal Gender in English. A Study of English Varieties from a Cross-Linguistic Perspective. London 2008, ISBN 0-415-30985-9.
- Varieties of English. A Typological Approach. Cambridge 2013, ISBN 0-521-18693-5.
- Speech Acts and Clause Types. English in a Cross-Linguistic Context. Oxford 2018, ISBN 978-0-19-871814-7.